# Allín
Allín (baskijski: Allin) – gmina w Hiszpanii, w Nawarze, o powierzchni 41,85 km². W 2011 roku gmina liczyła 854 mieszkańców.